# Pulka
Pulka – rodzaj sani w kształcie łodzi.

## Historia
Saamowie w tego typu sanie zaprzęgali renifery. Wykorzystywane były do tego samce, które wcześniej kastrowano: jeden mężczyzna przytrzymywał renifera, podczas gdy zębami odgryzał jądra, masując je rękoma. Metoda ta nie pozostawiała ran. Pulki używane były przede wszystkim do transportu małych dzieci lub bagażu.
W Övertorneå znaleziono pulkę, którą datuje się na 1200 rok.

## Opis
Pulki posiadają charakterystyczny kształt porównywany do łodzi.
Wersje do przewożenia osób posiadają wyższe oparcie niż boczne ściany, w przeszłości zazwyczaj z przodu były wykończone skórą, która zakrywała stopy i nogi woźnicy, obecnie przód najczęściej jest otwarty. Do transportu rzeczy są różne typy pulki, m.in. całkowicie zamykane.
Obecnie wykonywane są najczęściej z tworzyw sztucznych.

## W wyścigach psich zaprzęgów
W Polsce określeniem „pulka” nazywa się jedną z narciarskich dyscyplin wyścigów psich zaprzęgów, w której wykorzystuje się małe sanie ciągnięte przez 1-3 psów na sztywnych dyszlach, a narciarz przypięty jest do sań, w odróżnieniu od skijöringu, w którym narciarz przypięty jest elastyczną liną bezpośrednio do 1-2 psów  .
Używa się także określenia „rollpulka” na pulkę na kółkach, która także odnajduje zastosowanie w wyścigach psich zaprzęgów, jednak po twardej, a nie ośnieżonej, powierzchni.